# 平安女学院中学校・高等学校
平安女学院中学校・高等学校（へいあんじょがくいんちゅうがっこう・こうとうがっこう）は、京都府京都市上京区下立売通烏丸西入五町目町にある私立女子中学校・高等学校。日本聖公会系のミッション・スクール。略称は平女（へいじょ）。2007年より学校法人立命館との連携を強化し、2008年度から立命館コース（60名）を設置している。

## 概要
1875年（明治8年)に大阪川口居留地で、英国国教会（イングランド国教会）を始祖とする米国聖公会の宣教師、ミス・エレン・ガードルード・エディが手伝っていた聖テモテ学校（のちの英和学舎、立教大学の前身）の女子生徒を引き取って始めたMiss Eddy’s School(エディの学校）が起源である。1894年（明治27年）に校名が「平安女学院」となる。1895年（明治28年）に現在の京都市上京区下立売通に移転した。

## 沿革
- 1874年11月 - 米国聖公会の宣教師、ミス・エレン・G・エディが大阪に来日[1]。
- 1875年
  - 1月 - ミス・エレン・G・エディが「エディの学校」として教育を開始[1]。
  - 9月 - 校名を「照暗女学校」に改称[2]。
- 1879年6月 - 川口居留地6番にあった元オーサカ・ホテルを購入し移転[2]。
- 1892年 - 照暗女学校の京都移転を決定し、京都府より「私立照暗女学校」の設立認可を受ける[3]。京都移転に際し、ジョン・マキムにより新校長に津田梅子の招聘が決まるが、華族女学校に務める津田の辞職許可が文部省から下りず、開校を延期する。加えて日本政府が居留地外に外国資産を認める確証が得られるまで本館の建設を延期する[4]。
- 1894年4月 - 照暗女学校を京都に移転し校名を「平安女学院」に改称して開校する[5][3][6][7]。平安女学院の院主（校長）は多川幾造、外国人校長にグリング、教頭は田村邦太郎が務める。同校教師・生徒は聖公会小川講義所の礼拝に出席した[5]。平安女学院の開校に伴い照暗女学校は閉鎖し、女生徒全員（16人の生徒）を東京の立教女学校（現在の立教女学院中学校・高等学校）へ移す[8][9]。
- 1895年
  - 4月 - 平安女学院は開校式を行う[3][6][2]。
  - 新校舎・明治館竣工[6]。
- 1898年
  - 5月 - ジェームズ・ガーディナー設計による聖三一大聖堂（現京都教区主教座聖堂聖アグネス教会）が完成する。
  - 10月 - ジョン・マキム主教により献堂式が行われる。
- 1902年 - 教師を務めた松山高吉の作詞による校歌が制定[10]。
- 1915年 - 高等女学校となり、校長に田村初太郎が就任。聖三一幼稚園が開園される。
- 1920年 - 通学服を和装からセーラー服に切り替える。日本で最初にセーラー服を導入した学校と云われている。
- 1947年 - 新制中学校となる。
- 1948年 - 新制高等学校となる。
- 2002年 - 平安女学院高等学校にアグネスコースに加え、特進コースI・IIを設置。
- 2008年 - アグネス総合進学コース（高校ではI類・II類）、立命館コースを設置。
- 2014年 - 幼児教育進学コースを設置。
- 2015年 - エクスパート・ステップコースをエクスパート特進コース、立命館コースを立命館進学コースに改称する。
- 2019年 - アグネス総合進学 (AGS) コースをアグネス国際進学 (AS) コースに改称する。

## 学科
- 高等学校
  - アグネス国際進学コース
  - 幼児教育進学コース
  - エクスパート特進コース
  - 立命館進学コース
- 中学校

## クラブ活動

### 文化系
- 吹奏楽部
- コーラス部
- 箏曲部
- 囲碁部
- ハンドベル部
- バトン部
- 写真部
- 華道部
- 美術部
- ESS部
- ボランティア部
- フードカルチャークッキング部
- 文芸部
- 書道部
- 軽音楽部（高校のみ）
- ダンス部

### 運動系
- 器械体操部
- 新体操部
- テニス部
- バスケットボール部
- バレーボール部
- バドミントン部

## 著名な出身者
- 大輝ゆう - 女優、元宝塚歌劇団星組男役スター
- 大原千鶴 - 料理研究家
- 大八木文香 - フリーアナウンサー、元四国放送
- 藪本雅子 - フリーアナウンサー、記者、元日本テレビアナウンサー・報道局記者、元DORAメンバー
- 月船さらら - 女優、元宝塚歌劇団月組男役スター
- 辺見マリ - 歌手
- 春風すみれ - 女優、宝塚歌劇団卒業生
- 福井ミカ - 元サディスティック・ミカ・バンド
- 山田さつき - フリーアナウンサー
- 中村香織 - プロゴルファー
- 林弓束 - アイドル、タレント

## 制服
- 冬服 中学：ブレザータイプのセーラー服（セーラーパンツ）、高校：ブレザー
- 夏服 中学：ワンピース・ツーピース（セーラーカラー付）、高校：ブラウス（ニット系ベストやカーディガンあり）

※1920年(大正9年)に日本で初めて洋飾の制服としてセーラー服を採用。

## 交通
- 丸太町駅（京都市営地下鉄烏丸線）
- 神宮丸太町駅（京阪電車）

## 関係校
関係校については「日本聖公会関係の学校」を参照。